# Inia araguaiaensis
Inia araguaiaensis is een rivierdolfijn die leeft in het stroomgebied van de Araguaiarivier in Brazilië en nauw verwant is aan de orinocodolfijn (Inia geoffrensis). De wetenschappelijke naam van de soort is voor het eerst geldig gepubliceerd door Hrbek, Farias, Dutra & da Silva in 2014.
Er leven naar schatting enkele honderden tot 1500 van deze dolfijnen in het stroomgebied van de Araguaia.